# Simonia
Simonia – rodzaj pająków z rodziny klejnotnikowatych. Obejmuje trzy opisane gatunki.

## Morfologia

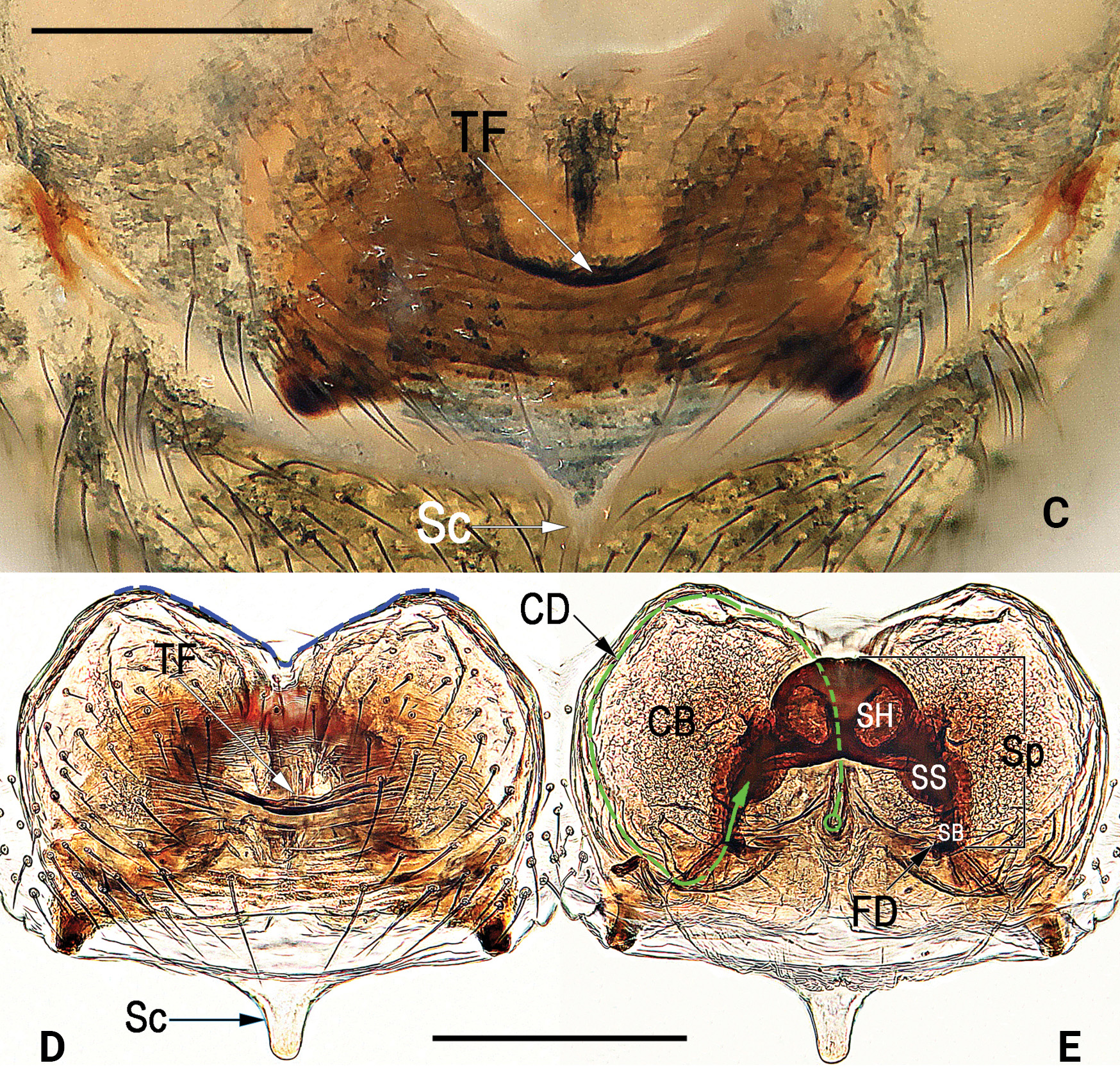
Genitalia samicy S. sumatra. C: na okazie, D wypreparowane, widok brzuszny, E: wypreparowane, widok boczny. CB: torebka kopulacyjna, CD: przewód kopulacyjny, FD: przewód zapłodnieniowy, SB: podstawa spermateki, Sc: trzonek płytki płciowej, SH: główka spermateki, SS: trzonek spermateki, Sp: spermateka, TF: fałd poprzeczny płytki płciowej. Skala: 0.2 mm

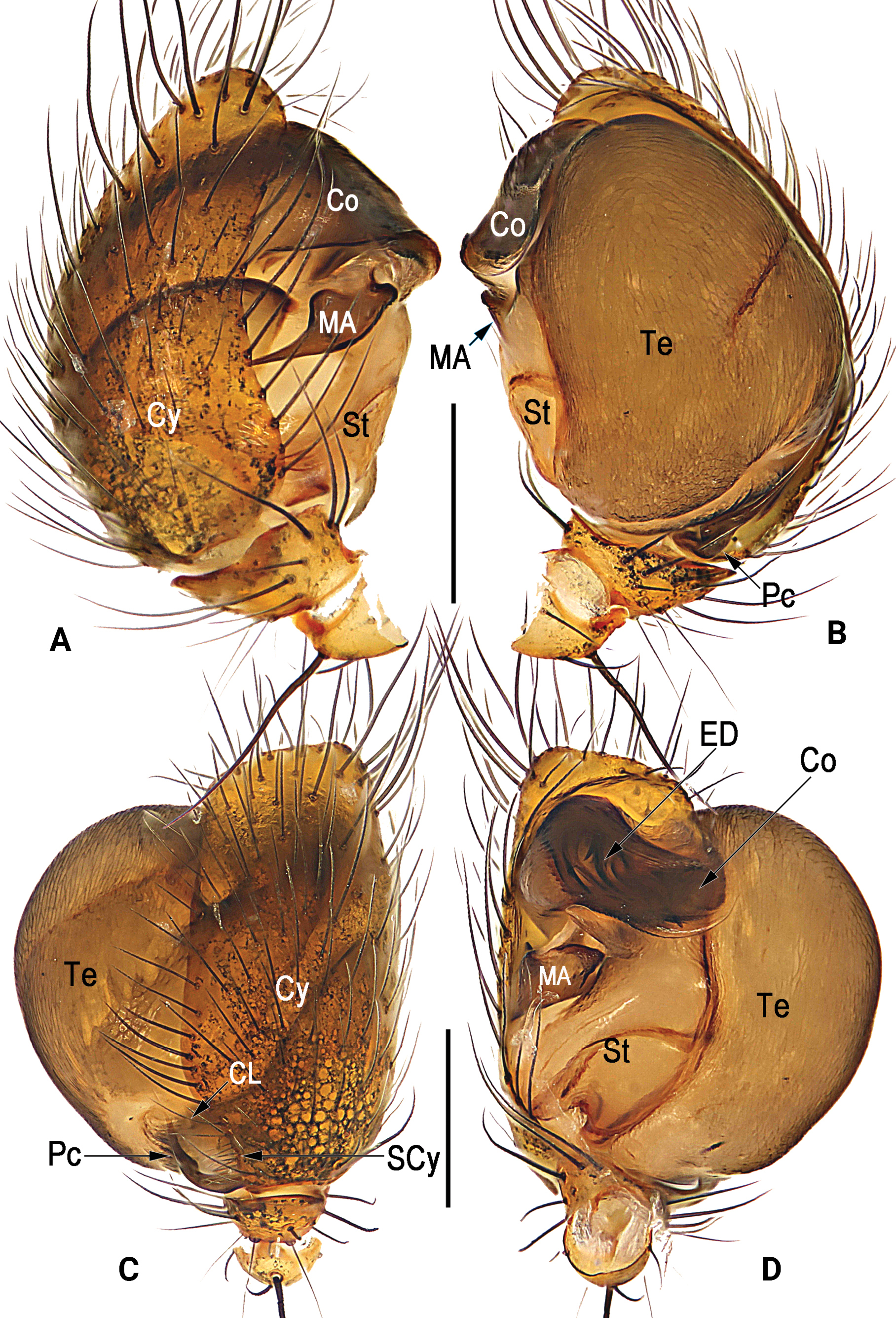
Nogogłaszczki samca S. youyiensis. A: widok przednio-boczny, B: widoku tylno-boczny, C: widok grzbietowy, D: widok brzuszny. Co: konduktor, CL: płat cymbialny, Cy: cymbium, ED: dział emboliczny, MA: apofyza medialna, Pc: paracymbium, SCy: szczecinki cymbialne, St: subtegulum, Te: tegulum. Skala: 0.2 mm

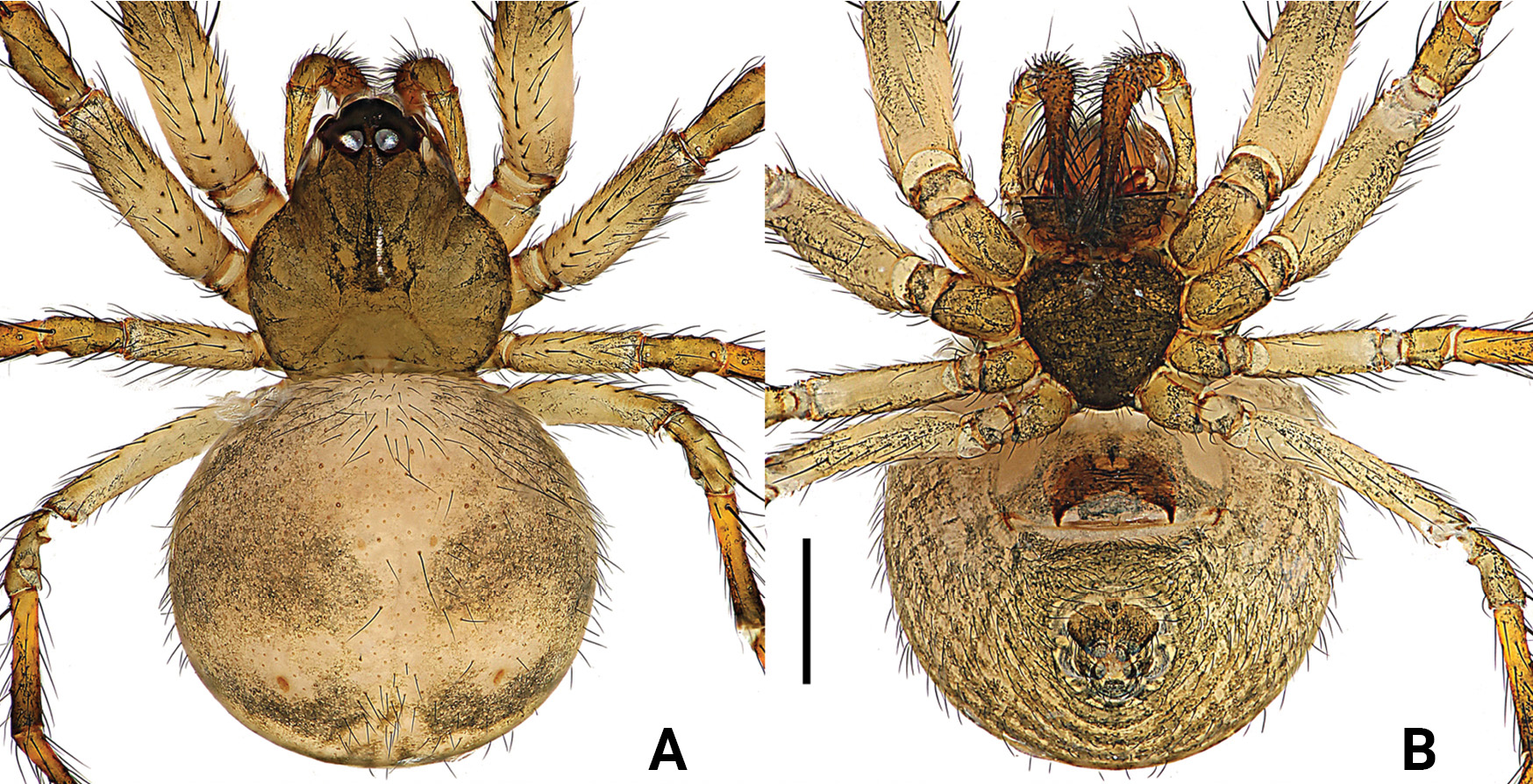
Samica Simonia sumatra, widok grzbietowy (A) i brzuszny (B)

Samce osiągają od 1,5 do 1,65 mm długości ciała przy karapaksie długości od 0,83 do 0,96 mm, samice zaś osiągają od 1,9 do 2,45 mm przy karapaksie długości od 0,91 do 1,08 mm.
Karapaks jest żółtobrązowy do ciemnobrązowego, z tyłu nieco jaśniejszy niż z przodu, w widoku grzbietowym gruszkowaty w zarysie, w widoku bocznym najwyższy tuż za oczami, a dalej stopniowo opadający ku łącznikowi. Oskórek karapaksu jest gładki, porośnięty rozproszonymi, długimi szczecinkami. Jamka jest niewyróżnialna. Szczękoczułki są niewiele od karapaksu ciemniejsze. Warga dolna ma kształt trójkątny, szczęki zaś trapezowaty z lekko zbieżnymi ku tyłowi i zakrzywionymi krawędziami bocznymi oraz gęstymi skopulami na krawędziach wewnętrznych. Żółtobrązowe do wyraźnie od karapaksu ciemniejszego, sercowate sternum ma ścięty brzeg przedni i silnie wchodzący między biodra ostatniej pary tył. Prawie jednobarwne, nieodbiegające zbytnio odcieniem od karapaksu są odnóża. Kolejność ich par od najdłuższej do najkrótszej to: I, II, IV, III.
Prawie tak długa jak szeroka, w zarysie jajowata opistosoma (odwłok) ma długie szczecinki na brzegach i krótkie na spodzie. Wzór na opistosomie jest zmienny, ale kądziołki przędne zawsze są brązowe. U samicy na spodzie opistosomy leży niewielkie epigynum o przejrzystym trzonku i wyraźnie pomarszczonej płytce przeciętej pośrodku poprzeczną fałdą oraz niewyraźnie zaznaczonych otworach kopulacyjnych. Słabo widoczne przewody kopulacyjne tworzą pętle wewnątrz dużych, kulistych lub owalnych, pomarszczonych i żeberkowanych torebek kopulacyjnych. Błoniaste przewody zapłodnieniowe mają formę igłowatą. Spermateki podzielone są na małe odsiebne podstawy, węższe tylne trzonki i niewiele szersze przednie główki umieszczone naprzeciwlegle i zrośnięte ze sobą.
Nogogłaszczki samca mają niewielką, okrągłą rzepkę z długimi szczecinkami makroskopowymi na grzbiecie, nie różniącą się zbytnio rozmiarami od rzepki, kubkowatą goleń z nielicznymi szczecinkami, pięcio-sześciokrotnie dłuższe od goleni, nieco ponad dwukrotnie dłuższe niż szersze, łódkowate cymbium z gęstymi szczecinkami na grzbiecie i małym, półprzezroczystym, kciukowatym w zarysie płatem cymbialnym oraz L-kształtne i cztero-pięciokrotnie krótsze od cymbium paracymbium z kolcowatym szczytem. Bulbus cechuje rozdęte, półtorakrotnie dłuższe niż szerokie tegulum z zafalowanymi przewodami nasiennymi, wykształcone w formie dużego i gładkiego guzka subtegulum, mała, kijankowata w formie apofyza medialna z tępym i na szczycie pokrytym łuskowatymi ząbkami wyrostkiem odsiebnym oraz trójkątnym i zaostrzonym na szczycie wyrostkiem dosiebnym oraz duży, toporowaty i niemal w całości przezroczysty konduktor. Sam embolus podzielony jest na szeroki płat emboliczny, krótszy niż połowa tegoż element terminalny o walcowatym trzonku i wieloramiennym szczycie oraz co najmniej trzy smukłe, szczecinkopodobne apofizy emboliczne nieco dłuższe od elementu terminalnego.

## Rozprzestrzenienie
Rodzaj orientalny, znany z południowochińskiego Kuangsi, Laosu, Wietnamu oraz indonezyjskiej Sumatry.

## Taksonomia
Takson ten wprowadzili w 2023 roku Yu Hao i Lin Yucheng na łamach „ZooKeys” w publikacji współautorstwa Zhang Jianshuanga. Nazwą rodzajową upamiętnili arachnologa Eugène’a Louisa Simona. Gatunkiem typowym wyznaczyli Baalzebub youyiensis, opisanego w 2012 roku przez Zhao Qingyuana i Li Shuqianga, a oprócz niego zaliczyli doń jeszcze dwa gatunki. W sumie do rodzaju należą więc:
- Simonia steineri Yu et Lin, 2023,
- Simonia sumatra Yu et Lin, 2023,
- Simonia youyiensis (Zhao et Li, 2012).